# Tournoi de Santiago
Le Tournoi de Santiago est une compétition de judo organisée depuis 2014 à San Salvador au Chili par la PJC (Panamerican Judo Confederation) faisant partie de la Coupe du monde de judo masculine et féminine. Elle se déroule au courant du juillet.

## Palmarès masculin
| Pan American Open | Pan American Open | Pan American Open | Pan American Open | Pan American Open | Pan American Open     | Pan American Open | Pan American Open |
| Année             | -60 kg            | -66 kg            | -73 kg            | -81 kg            | -90 kg                | -100 kg           | +100 kg           |
| ----------------- | ----------------- | ----------------- | ----------------- | ----------------- | --------------------- | ----------------- | ----------------- |
| 2014              | Diego Dos Santos  | Patrick Gagné     | Joao Macedo       | Vinicius Panini   | Isao Cardenas         | Marc Deschenes    | Freddy Figueroa   |
| 2015              | Beslan Mudranov   | Mikhail Pulyaev   | Miklós Ungvári    | Owen Livesey      | Kirill Denisov        | Rafael Buzacarini | Renat Saidov      |
| 2016              | Senne Wyns        | David Larose      | Florent Urani     | Luis Vega         | Ludovic Gobert        | Alfredo Oribe     | Jose Cuevas       |
| 2017              | Phelipe Pelim     | Antoine Bouchard  | Marcelo Contini   | Jack Hatton       | Eduardo Bettoni       | Luciano Corrêa    | Ruan Isquierdo    |
| 2018              | Lenin Preciado    | Juan Postigos     | Alonso Wong       | Alex Marineau     | Nacif Elias           | L.A. Smith        | Freddy Figueroa   |
| 2019              | Seigo Nakajima    | Robin Corrado     | Lincoln Neves     | Yoshiki Ito       | Yuta Galarreta Villar | Cédric Olivar     | Freddy Figueroa   |

## Palmarès féminin
| Pan American Open | Pan American Open     | Pan American Open         | Pan American Open   | Pan American Open | Pan American Open | Pan American Open    | Pan American Open   |
| Année             | -48 kg                | -52 kg                    | -57 kg              | -63 kg            | -70 kg            | -78 kg               | +78 kg              |
| ----------------- | --------------------- | ------------------------- | ------------------- | ----------------- | ----------------- | -------------------- | ------------------- |
| 2014              | Edna Carrillo         | Ilse Heylen               | Stéfanie Tremblay   | Estefania Garcia  | Yuri Alvear       | Laia Talarn          | Vanessa Zambotti    |
| 2015              | Paula Pareto          | Yulia Ryzhova             | Irina Zabludina     | Andrea Gutiérrez  | Roxane Taeymans   | Anastasiya Dmitrieva | Vanessa Zambotti    |
| 2016              | Aurore Climence Urani | Judith González           | Jaione Equisoain    | Sarah Loko        | Andrea Poo        | Jacqueline Usnayo    | -                   |
| 2017              | Gabriela Chibana      | Eleudis Valentim          | Gimena Laffeuillade | Ketleyn Quadros   | Kelita Zupancic   | Jacqueline Usnayo    | Josefina Fuentealba |
| 2018              | Keisy Perafan         | Brillith Gamarra Carbajal | Amelia Fulgentes    | Estefanía García  | Allyson Quevedo   | Laislaine Rocha      | Rochele Nunes       |
| 2019              | Edna Carrillo         | Larissa Pimenta           | Marica Perišić      | Prisca Awiti      | Ellen Santana     | Vanessa Chalá        | Nina Cutro-Kelly    |